# Embaga
Der Embaga ist ein Tanz der Baganda in Uganda, der zur Zeit der Herrschaft des Königs (Kabaka) Mwanga II. Ende des 19. Jahrhunderts entstand.
Kabaka Mwanga war interessiert am Tanz der Menschen aus dem benachbarten Königreich Busoga und so nahmen die Tänzer im Palast des Kabaka Elemente der Busoga-Tänze auf und schufen damit den Embaga. Er wird zum Rhythmus von afrikanischen Trommeln getanzt.
Heute wird der Tanz häufig auf Hochzeiten der Baganda aufgeführt, wobei spielerisch Szenen aus dem Eheleben eingeflochten werden. Die kräftigen Hüftbewegungen zeigen die Verwandtschaft mit dem Bakisimba-Tanz.